# غليفقة (الحديدة)

تعديل مصدري - تعديل

غليفقه هي إحدى قرى مديرية الدريهمي، التابعة لمحافظة الحديدة اليمنية، بلغ تعداد سكانها 1056 نسمة حسب الإحصاء الذي أجري عام 2004.